# Argel Fucks
Argel Fucks, właśc. Argélico Fucks (ur. 4 września 1974 w Santa Rosa) – brazylijski piłkarz, występujący podczas kariery na pozycji obrońcy; trener piłkarski.

## Kariera klubowa
Argel karierę piłkarską rozpoczął w klubie Internacional Porto Alegre w 1992. Z Internacionalem dwukrotnie zdobył mistrzostwo stanu Rio Grande do Sul – Campeonato Gaúcho w 1992 i 1994. W Internacionalu 6 września 1993 w przegranym 2-3 meczu z São Paulo FC Argel zadebiutował w lidze brazylijskiej. W latach 1996–1997 występował w Japonii w Verdy Kawasaki. W 1997 powrócił do Brazylii i został zawodnikiem Santos FC. Z Santosem zdobył Copa CONMEBOL 1998. W sezonie 1999–2000 występował w FC Porto.
Z Porto zdobył Taça de Portugal w 2000. Po powrocie do Brazylii był zawodnikiem SE Palmeiras. W 2001 powrócił do Portugalii i zostałm zawodnikiem Benfiki Lizbona. Z Benfiką zdobył Taça de Portugal w 2004. W trakcie sezonu 2004/2005 Argel przeszedł do hiszpańskiego Racingu Santander, lecz nie mogąc przebić się do pierwszego składu powrócił do Brazylii do Cruzeiro EC. W Cruzeiro 19 października 2005 przegranym 1-4 meczu z Paysandu SC Argel po raz ostatni wystąpił w lidze. Ogółem w latach 1993–2005 w lidze brazylijskiej wystąpił w 73 meczach, w których strzelił 5 bramek.
Karierę zakończył w 2007 w chińskim Zhejiang Lucheng.

## Kariera reprezentacyjna
Jedyny raz w reprezentacji Brazylii Argel wystąpił 29 marca 1995 w wygranym 1-0 towarzyskim meczu z reprezentacją Hondurasu.
W 1993 Argel zdobył z reprezentacją U-20 młodzieżowe Mistrzostwo Świata.

## Kariera trenerska
Po zakończeniu kariery Argel został trenerem. Karierę trenerską rozpoczął w 2008 w Mogi Mirim EC. Od 2011 jest trenerem Brasiliense Brasília.